# Denys Moussavou
Denys Moussavou ou Denis Moussavou, né à Titi dans le Niari vers 1905 et mort fin janvier 1999 à Dolisie est un missionnaire et prêtre catholique de la république du Congo.

## Biographie
Denys Moussavou entre au séminaire contre l'avis de ses parents, et y passe son temps de formation presque coupé des siens. Convaincu de sa vocation, il accepte de poursuivre sa formation à Mayumba au Gabon à la suite du transfert du petit séminaire de Loango vers ce pays voisin.
Denys Moussavou fait partie des cinq premiers prêtres congolais formés au grand séminaire Saint-Jean de Libreville, dès sa création le 2 octobre 1931. En plus du philosophe Denys Moussavou, on trouve aussi l'abbé Sylvestre Douta (1896, Sette Cama-29 octobre 1979, Libreville), théologien, ordonné en 1934, tous deux originaires de Loango. Les trois philosophes en provenance de Brazzaville sont les abbés Eugène Nkakou (1910 - 1942), Auguste Nkounkou (1909 - 1982) et Basile Okemba.
Il fait également partie des neuf premiers prêtres issus du clergé local du vicariat apostolique de Loango puis du diocèse de Pointe-Noire:
- l'abbé Raymond Mboko (1880, Sette Cama-13 novembre 1964), ordonné le 12 janvier 1913 dans la modeste cathédrale de Loango (construite en 1885, détruite vers 1980)[5]
- l'abbé Stanislas Kalla (1881-Sette Cama-13 novembre 1964), ordonné le 2 avril 1917
- l'abbé Henri Tchibassa (1876, Diosso - 21 août 1941, Pointe-Noire), ordonné prêtre le 2 avril 1917 et ayant connu Mgr Friteau et décédé à 65 ans des suites d'une infection au tétanos
- l'abbé René Niambi (1894, Loubou-6 mai 1969), ordonné le 23 mars 1924 à Mayumba par Mgr Henri Friteau.
- l'abbé Gabriel Nguimbi (1893, Maneka (Nyanga)- ?), ordonné le 23 mars 1924
- l'abbé Benjamin Nsesse (1897, Ntoumpou (Tchissanga) dans le Kouilou- ?), ordonné le 23 mars 1924
- l'abbé Sylvestre Douta, ordonné le 20 avril 1934 à Loango
- l'abbé Anselme Massouémé (1910, Nombo (Niari)-15 février 1963, Brazzaville) et
- l'abbé Godefroy Mpwati (1928, Bilala-1995, Pointe-Noire), ordonné le 9 juillet 1961 à Pointe-Noire).

Le 20 mars 1939, il rentre à Pointe-Noire, pour recevoir l'ordination sacerdotale des mains de Mgr Henri Friteau, le vicaire apostolique de Loango. Il commence son ministère pastoral à Madingou. Il est ensuite envoyé à Kimbenza, à Mfouati, puis à l'évêché à Pointe-Noire.

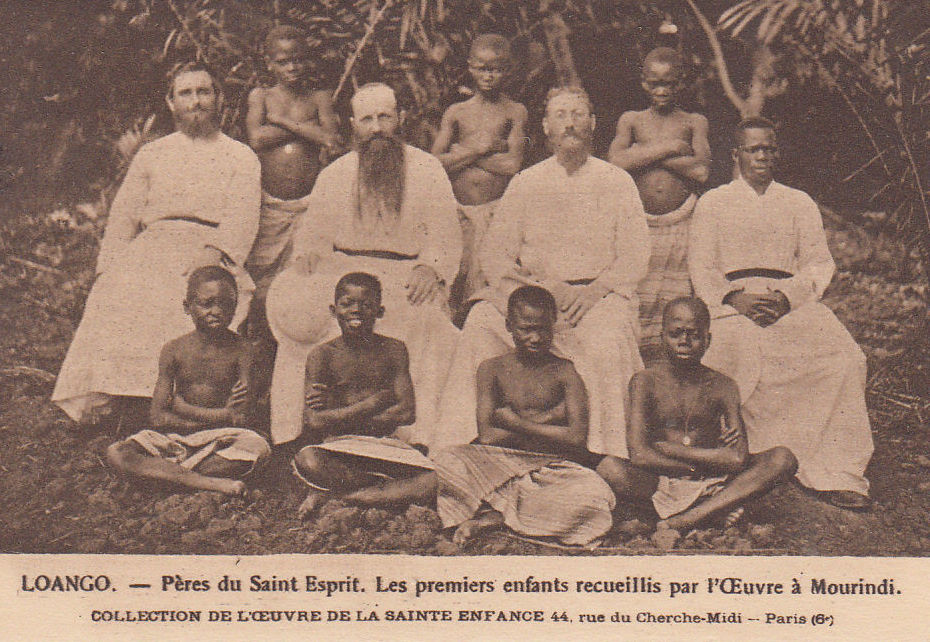
Mission Loango - Les premiers enfants de Mourindi (Gabon) - Les pères Bonneau, Deblock, ? et Benjamin Nsesse (4e assis au second rang

En 1961, un décret du gouvernement du président Fulbert Youlou, lui-même prélat, décide que dorénavant la direction de l'enseignement privé diocésain serait occupée par des nationaux congolais. L'abbé Félix Békiabéka occupe ce poste à Brazzaville, succédant au père Pierre Peyre; l'abbé Emile Okoumou à Fort-Rousset, en remplacement du père Pierre Veyrand et l'abbé Moussavou à Pointe-Noire à la place du père Guy Pannier par décision de Mgr Jean-Baptiste Fauret, le 11 septembre 1961.
Après le renversement du gouvernement Youlou en 1965, l'enseignement est alors nationalisé. L’abbé Denys est alors affecté à Mouyondzi où il s’investit de cœur dans la pastorale en milieu rural bembé pendant 22 ans. Bien que vivant parmi les missionnaires spiritains, le jeune prêtre, n’avait pas le droit de partager la même table que ses confrères par respect, dira-t-on, des coutumes locales. Il devait donc faire sa cuisine avec un autre frère congolais religieux également.
Éminent linguiste, la langue bembé était devenue sa troisième langue après le kugni et le français. Il s’est adonné à la traduction des textes liturgiques en bembé.
À 65 ans, plutôt que de prendre sa retraite, il retourne dans sa région natale, en préférant, sur autorisation de son évêque, s’installer en 1970 dans la paroisse Saint-Paul de Dolisie, son pied-à-terre, pour desservir tous les villages kugni.
Tout comme Sylvestre Douta, l'abbé Moussavou, doyen des prêtres diocésains congolais, a été élevé au rang de Prélat de sa Sainteté.
En décembre 1998, en pleine guerre civile, isolé dans son presbytère, il perd la vie sous le feu des balles et obus qui se sont abattus sur la ville de Dolisie. Ce sont des militaires qui l’ont enterré à la sauvette en janvier 1999. Il sera inhumé plus dignement plus tard dans la cathédrale Saint-Paul de Dolisie.

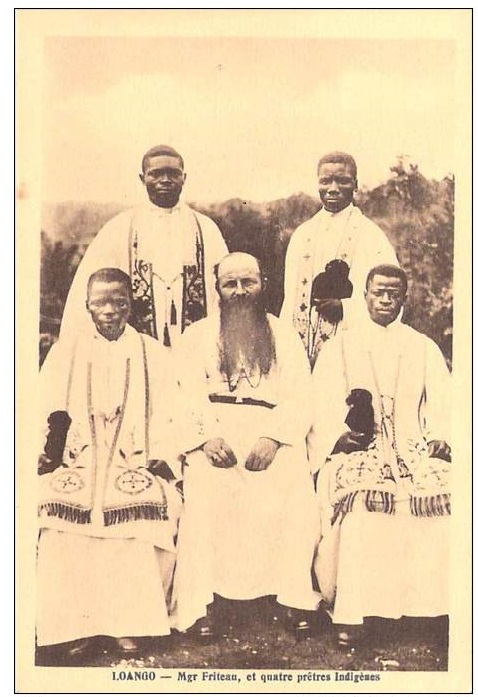
Abbé Gabriel Nghimbi, le Vicaire Apostolique de Loango (Afrique Équatoriale) Mgr Friteau, abbé Benjamin Nsessé, abbé René Niambi et abbé Hyacinthe Mbadinga, lors de l'ordination du 23/04/1924) à Mayumba

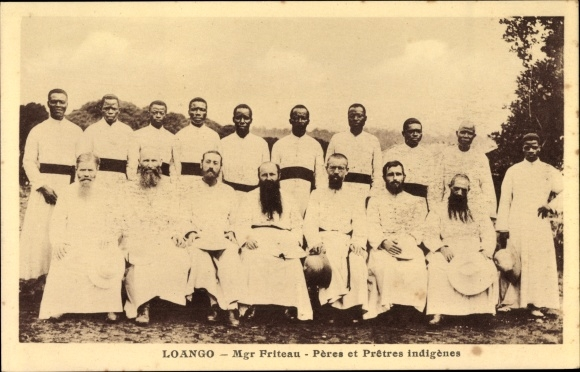
Loango - Debout: Les abbés Sylvestre Douta, Benjamin Nsesse, Gabriel Nghimbi, René Niambi, Henri Tchibassa, Pierre Marie Ngouassa, Raymond Mboko, Hyacinthe Mbadinga (?-14 mars 1948)
Frères de la congrégation Saint Pierre Calver: Marie Joseph Mpaï (vie religieuse entre 1887 et 30 juin 1950 - Profession le 29 mai 1887 à Loango) et Antoine Nsitou
Assis: Frères Quintin, Hildevert, Père Bonneau, Mgr Friteau, Père Baraban, Père Piveteau, Frère Eucaire